# شوتا أوتسكا
شوتا أوتسكا (باليابانية: 大塚 翔太) (مواليد 15 مايو 1987)، هو لاعب كرة قدم ياباني سابق كان يلعب كلاعب وسط.

## وصلات خارجية
- شوتا أوتسكا على موقع رابطة كرة القدم اليابانية للمحترفين (اليابانية)
- شوتا أوتسكا على موقع Soccerway.com (الإنجليزية)